# Tomisa
Tomisa (grec antic Τόμισα, llatí Tomisa) era una ciutat de l'Armènia Sofene.
El primer rei, Zariadris, després del 188 aC, va fer construir o engrandir algunes ciutats, i entre elles Tomisa, que dominava l'accés a l'Eufrates i la ruta de caravanes entre el riu Halis i el Tigris.
Cap a mitjans del segle ii aC Artaxes I d'Armènia es va aliar amb el rei Ariarates V de Capadòcia i li va proposar de conquerir Armènia Sofene, on era rei Mitrobarzanes, i repartir-se-la, però el rei de Capadòcia va rebutjar participar-hi. No obstant això, a canvi d'aquesta neutralitat, va exigir a Sofene la cessió de Tomisa.
A finals del segle II el rei de Capadòcia va vendre Tomisa a Artanes d'Armènia Sofene, per finançar la guerra contra el Pont.
Lucul·le l'any 60 aC va creuar l'Eufrates per Tomisa, en direcció a Armènia i després va cedir la ciutat a Capadòcia, segons diuen Polibi i Estrabó.